# Methia flavicornis
Methia flavicornis là một loài bọ cánh cứng trong họ Cerambycidae.